# 酒井忠良 (出羽松山藩主)
酒井 忠良（さかい ただよし、1831年（天保2年）7月3日 - 1884年（明治17年）10月1日）は、江戸時代の出羽松山藩7代藩主。左衛門尉酒井家分家7代。

## 生涯
6代藩主・酒井忠方の長男として生まれた。弘化2年（1845年）10月20日、父の隠居により跡を継いだ。
戊辰戦争では本家の庄内藩と共に奥羽越列藩同盟に参加して新政府軍と戦った。しかし明治元年（1868年）9月に降伏する。同年12月7日、幕府側に与した処罰として2万5000石から2500石を召し上げられて2万2500石となり、12月15日には家督を三男の忠匡に譲った上で強制隠居処分に処せられた。
明治17年（1884年）10月1日、54歳で死去した。

## 系譜
父母
- 酒井忠方（父）

正室
- 晴 - 大岡忠固の五女

子女
- 酒井忠匡（三男）生母は晴（正室）